# Martigny-Mauvoisin
Martigny-Mauvoisin est une course cycliste suisse disputée au mois de juillet entre Martigny et Mauvoisin, dans le canton du Valais. Créée en 1970, cette de course de côte est organisée par le Vélo Club Excelsior Martigny.
Des cyclistes réputés comme Pascal Richard, Beat Breu ou Sébastien Reichenbach ont inscrit leur nom au palmarès de cette épreuve.

## Histoire
En 2020, la course est commune au championnat de Suisse de la montagne,. 

## Palmarès

### Hommes
| Année | Vainqueur               | Deuxième                | Troisième               |
| ----- | ----------------------- | ----------------------- | ----------------------- |
| 1970  | Heinrich Bertschi       |                         |                         |
| 1971  | Alain Basset            |                         |                         |
| 1972  | Alain Basset            |                         |                         |
| 1973  | Alain Basset            |                         |                         |
| 1974  | Celestino Angelucci     |                         |                         |
| 1975  | Cosimo Guillo           |                         |                         |
| 1976  | Ivano Carpentari        |                         |                         |
| 1977  | Bernard Gavillet        |                         |                         |
| 1978  | Hubert Seiz             |                         |                         |
| 1979  | Ivano Carpentari        |                         |                         |
| 1980  | Jürg Stalder            |                         |                         |
| 1981  | Pascal Richard          |                         |                         |
| 1982  | Pascal Richard          |                         |                         |
| 1983  | Bernard Gavillet        | Narcisse Crettenand     | Arno Küttel             |
| 1984  | Jean-Marie Grezet       | Pascal Richard          | Arno Küttel             |
| 1985  | Beat Breu               | Daniel Mäusli           | Mike Gutmann            |
| 1986  | Pascal Richard          | Bernard Gavillet        | Peter Giger             |
| 1987  | Beat Breu               | Bernard Gavillet        | Peter Giger             |
| 1988  | Beat Breu               | Fabian Fuchs            | Masatoshi Ichikawa (en) |
| 1989  | Pascal Richard          | Barney St George        | Laurent Dufaux          |
| 1990  | Urs Horber              | Olivier Wanner          | Pascal Marsegan         |
| 1991  | Karl Kälin (de)         | Masatoshi Ichikawa (en) | Laurent Dufaux          |
| 1992  | Masatoshi Ichikawa (en) | Urs Zimmermann          | Karl Kälin (de)         |
| 1993  | Arsène Chiarada         |                         |                         |
| 1994  | pas de course           | pas de course           | pas de course           |
| 1995  | Roger Devittori         | Urs Horber              | Pascal Corti            |
| 1996  | Karl Kälin (de)         | Stefan Richner          | Richard Chassot         |
| 1997  | Hanskurt Brand (de)     |                         |                         |
| 1998  | Sven Montgomery         | Christian Sidler        | Christoph Göhring       |
| 1999  | Stefan Richner          | Daniel Paradis          | Steve Zampieri          |
| 2000  | Daniel Schnider         |                         |                         |
| 2001  | Michael Carter          | Peter Schnorf           | Roger Devittori         |
| 2002  | Valentin Gross          | Florian Lüdi            | Olivier Wirz            |
| 2003  | Florian Lüdi            | Marco Jimenez           | Daniel Paradis          |
| 2004  | Florian Vogel           | Peter Schnorf           | Marco Jimenez           |
| 2005  | Balz Weber              | Marco Jiménez           | Florian Lüdi            |
| 2006  | Steve Zampieri          | Thomas Frei             | Marco Jimenez           |
| 2007  | Silvère Ackermann       | David McPartland        | Giuseppe Ribolzi        |
| 2008  | Pascal Corti            | Roger Devittori         | Florian Stütz           |
| 2009  | Andreas Schweizer       | Steve Morabito          | Roger Devittori         |
| 2010  | Sven Schelling          | Roger Beuchat           | Roger Devittori         |
| 2011  | Patrick Schelling       | Jonathan Fumeaux        | Roger Devittori         |
| 2012  | Jonathan Fumeaux        | Temesgen Teklehaimanot  | Dominik Fuchs           |
| 2013  | Sébastien Reichenbach   | Temesgen Teklehaimanot  | Dominik Fuchs           |
| 2014  | Nico Brüngger           | Valentin Baillifard     | Thomas Terretaz         |
| 2015  | Temesgen Teklehaimanot  | Raymond Künzli          | Paris Graziano          |
| 2016  | Christofer Jurado       | El Mehdi Chokri         | Antonio Barać           |
| 2017  | Valentin Baillifard     | Adrien Chenaux          | Cyrille Thièry          |
| 2018  | Mateo García            | Anthony Rappo           | Dimitri Bussard         |
| 2019  | Yakob Debesay           | Anthony Rappo           | Antoine Debons          |
| 2020  | Asbjørn Hellemose       | Simon Pellaud           | Roland Thalmann         |
| 2021  | Raphaël Addy            | Sébastien Reichenbach   | Marcel Wyss             |
| 2022  | Dimitri Bussard         | Justin Paroz            | Armin Dederichs         |
| 2023  | Dimitri Bussard         | Antoine Debons          | Melvin Schmid           |
| 2024  | annulé                  | annulé                  | annulé                  |
| 2025  | Valentin Darbellay      | Adrien Briffod          | Melk Zumstein           |

### Femmes
| Année | Vainqueur                  | Deuxième               | Troisième           |
| ----- | -------------------------- | ---------------------- | ------------------- |
| 2006  | Patricia Schwager          | Sarah Grab             | Marianne Stalder    |
| 2010  | Olena Oliinyk (en)         | Viktoriya Vologdina    | Angelika Meier      |
| 2011  | Valentine Grob             |                        |                     |
| 2012  | Nadège Matthey             |                        |                     |
| 2014  | Valérie Berthod-Pellissier |                        |                     |
| 2015  | Yumi Kajihara              | Jeanne d'Arc Girubuntu | Skye Davidson       |
| 2016  | Brenda Santoyo             | Eden Bekele            | Tsega Beyene        |
| 2017  | Riccarda Mazzotta (en)     |                        |                     |
| 2018  | Catalina Soto              | Desiet Kidane          | Faina Potapova (en) |
| 2019  | Stefanie Zahno             |                        |                     |
| 2020  | Martina Krähenbühl         | Mélanie Maurer         |                     |
| 2021  | Petra Stiasny              | Magdeleine Vallieres   | Desiet Kidane       |
| 2022  | Demi Vollering             | Martina Krähenbühl     | Annabel Fisher      |
| 2023  | Demi Vollering             | Petra Stiasny          | Annabel Fisher      |
| 2024  | annulé                     | annulé                 | annulé              |
| 2025  | Rahel Aschwanden           | Salome De Barthez      | Alia Pfiffner       |

### Amateurs/Masters Hommes
| Année | Vainqueur              | Deuxième         | Troisième         |
| ----- | ---------------------- | ---------------- | ----------------- |
| 2001  | Michael Carter         | Peter Schnorf    | Roger Devittori   |
| 2002  | Valentin Gross         | Peter Schnorf    | Steve Morabito    |
| 2003  | Roger Devittori        | Pascal Corti     | Stefan Kempf      |
| 2004  | Peter Schnorf          | Roger Devittori  | Michael Randin    |
| 2005  | Roger Devittori        | Peter Schnorf    | Sven Schelling    |
| 2006  | Peter Schnorf          | Daniel Christen  | Pascal Corti      |
| 2007  | Loïc Mühlemann         | Daniel Christen  | Michaël Rapillard |
| 2008  | Pascal Corti           | Florian Stutz    | Daniel Christen   |
| 2009  | Andreas Schweizer      | Daniel Christen  | Florian Link      |
| 2010  | Patrick Schelling      | Bouke Kuiper     | Stéphane Parisod  |
| 2011  | Temesgen Teklehaimanot | Simon Pellaud    | Moreno Frigg      |
| 2012  | Vincent Kaelin         | Lars Schnyder    | Adrian Stucky     |
| 2013  | Roger Devittori        | Stéphane Monnet  | Matteo Sudan      |
| 2014  | Thomas Terrettaz       | Roger Devittori  | Jan Rüttimann     |
| 2015  | Raymond Künzli         | Paris Graziano   | Roger Devittori   |
| 2016  | Marc Dubois            | Mario Fontana    | Marc Donzé        |
| 2017  | Roger Devittori        | Bastian Kuratli  | Yannis Voisard    |
| 2018  | Roger Devittori        | Thomas Clapasson | Maxime Galletti   |
| 2019  | Roger Devittori        | Wout Driever     | Luca Widmer       |
| 2020  | Yannis Voisard         | Jakob Klahre     | Bruno Morel       |

### Juniors Hommes
| Année | Vainqueur              | Deuxième               | Troisième              |
| ----- | ---------------------- | ---------------------- | ---------------------- |
| 2001  | Marcel Siegfried       | Stephan Zink           | Zak Grabowski          |
| 2002  | Loïc Mühlemann         | Matthias Blumer        | Ruben Bill             |
| 2003  | Loïc Mühlemann         | Julien Schopfer        | Michael Randin         |
| 2004  | Vincent Luisier        | Mathieu Crettaz        | Laurent Beuret         |
| 2005  | Mathieu Crettaz        | Michael Schneeberger   | Romain Beney           |
| 2006  | Sergiu Cioban          | Christian Schneeberger | Patrick Weber          |
| 2007  | Pierre Blanc           | Khangarid Naran        | Sébastien Reichenbach  |
| 2008  | Tobias Lussi           | Jonas Reymond          | Temesgen Teklehaimanot |
| 2009  | Adrien Chenaux         | Simon Pellaud          | Roman Baum             |
| 2010  | Petr Vakoč             | Roman Dronin (en)      | Valentin Baillifard    |
| 2011  | Valentin Baillifard    | Niels Knipp            | Bryan Allemann         |
| 2012  | Simon Brühlmann        | Jan Rüttimann          | Manuel Rudaz           |
| 2013  | Thomas Terretaz        | Dimitri Bussard        | Jan Rüttimann          |
| 2014  | Dimitri Bussard        | Cyril Lomazzi          | Nathan Brunner         |
| 2015  | Joël Suter             | Dušan Rajović          | David Wistorf          |
| 2016  | Yannis Voisard         | Antoine Debons         | Matteo Cappai          |
| 2017  | Thanakhan Chaiyasombat | Hamza Mansouri         | Oussama Cheblaoui      |
| 2018  | Juan Tito Rendón       | Tomás Aguirre          | Biniam Girmay          |
| 2019  | Metkel Misgun          | Welay Hagos Berehe     | Haben Mhretab          |
| 2020  | Lorenzo Rinaldi        | Fabio Christen         | Yanis Markwalder       |
| 2021  | Lorenzo Rinaldi        | Joël Tinner            | Salah Cherki           |
| 2022  | Roberto Sesana         | Romain Barras          | Lenny Harnischberg     |
| 2023  | Heorhii Antonenko      | Luca Bovet             | Hugo Pittet            |

### Débutants Hommes
| Année | Vainqueur    | Deuxième        | Troisième     |
| ----- | ------------ | --------------- | ------------- |
| 2017  | Henry Lawton | Haben Mhretab   |               |
| 2018  | Léo Besson   | Baptiste Varone | Damien Fortis |